# Oberellen
Oberellen is een plaats in de Duitse gemeente Gerstungen, deelstaat Thüringen, en telt 870 inwoners (2007).

## Galerij

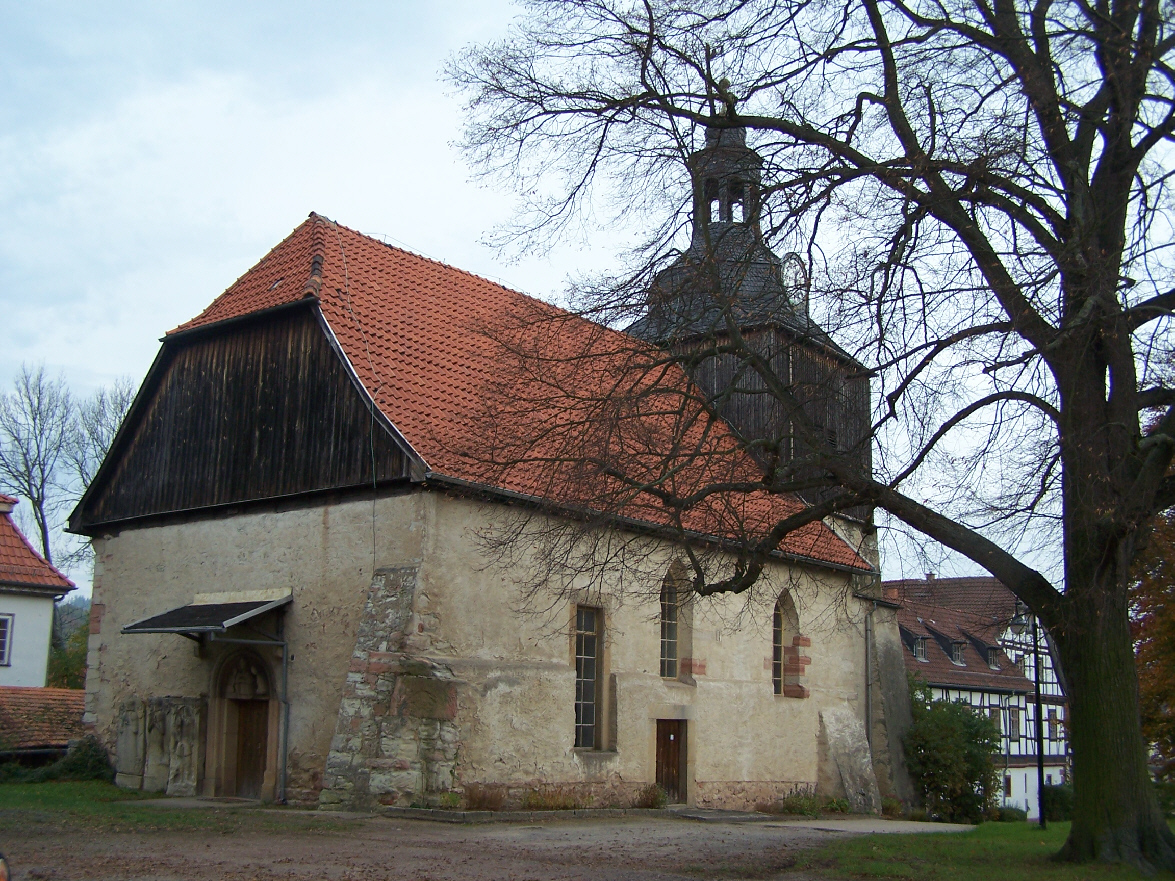
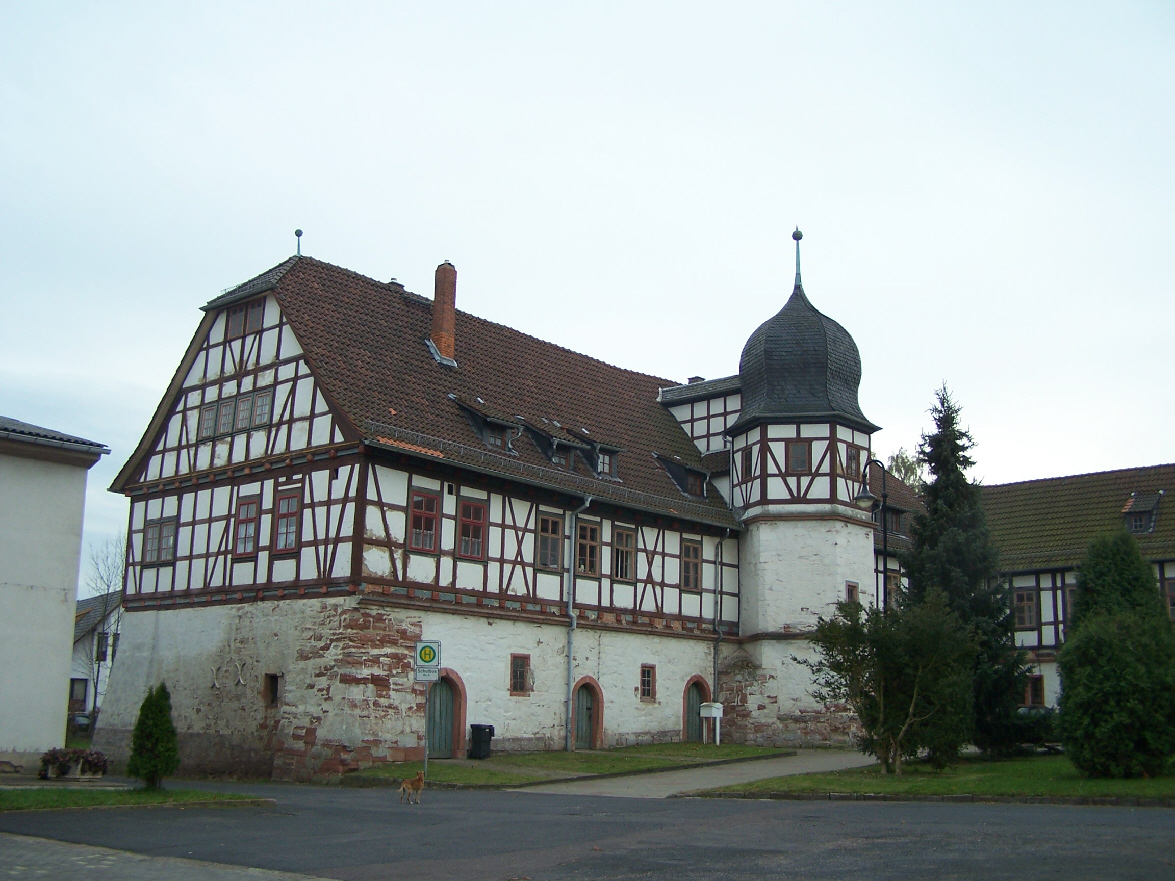
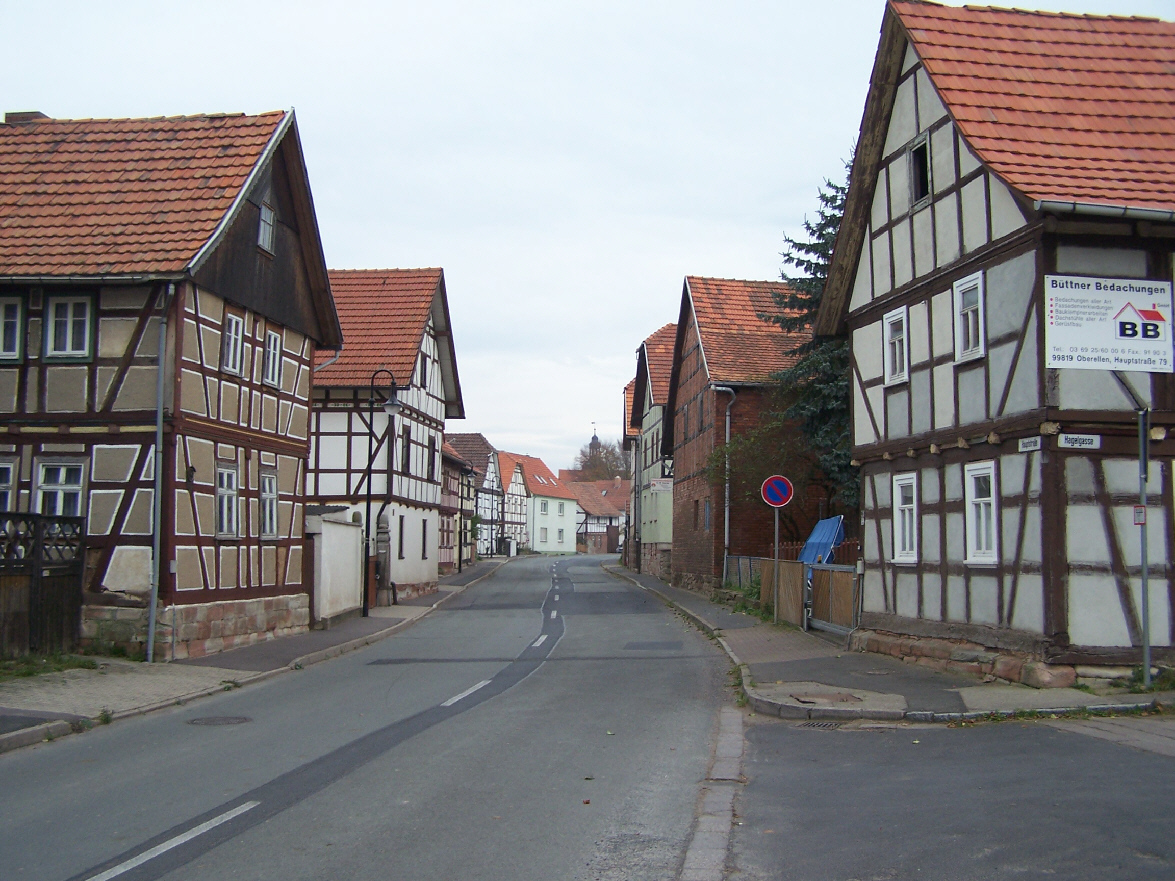